# Patricia Alsup

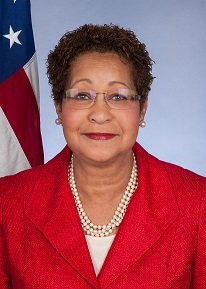
Patricia Alsup (2015)

Carolyn Patricia „Pat“ Alsup (* 1961 in St. Petersburg, Florida) ist eine US-amerikanische Diplomatin.

## Leben

### Frühes Leben und Bildung
Alsup kommt aus St. Petersburg, Florida. Sie ist die Tochter von Nora Reed Alsup und Frederick „Fred“ W. Alsup. Ihr Vater war Arzt und Bürgerrechtsaktivist. Als sie zwölf Jahre alt war, verbrachte Alsup einen Sommer in Deutschland, eine Erfahrung, die schon früh das Interesse an den Sprachen und der Kultur anderer Länder weckte. Sie besuchte die Westtown School, eine Highschool der Quäker in der Nähe von Philadelphia, und machte 1968 ihren Abschluss.
Alsup besuchte dann als Studentin das Wellesley College und erhielt 1972 ihren Bachelor-Abschluss in Wirtschaftswissenschaften. Sie erwarb einen M.B.A. an der Harvard Business School mit dem Schwerpunkt Marketing. Später besuchte sie die Dwight D. Eisenhower School for National Security and Resource Strategy, früher bekannt als Industrial College of the Armed Forces, National Defense University, wo sie 2008 einen M.A. erhielt.

### Karriere
Alsups Karriere begann in der Privatwirtschaft, wo sie für die Seaway Hotels Corporation, für die Stadtverwaltung von St. Petersburg, die Luft- und Raumfahrtabteilung von Ling-Temco-Vought Aerospace und S. C. Johnson & Son arbeitete. Sie war eine Beraterin und Kunstgaleriebesitzerin in St. Petersburg. Alsup arbeitete auch für die Washington, D.C., Development Corporation und war als Kommissarin für die St. Petersburger Wohnungsbehörde tätig.
1992 trat Alsop in den Auswärtigen Dienst der USA ein und diente bis 2000 in Washington, D.C., der US-Botschaft in Mexiko-Stadt und als Konsularbeamtin an der US-Botschaft Santo Domingo in der Dominikanischen Republik.
Von 2001 bis 2003 war Alsup als Sonderassistent im Büro des Unterstaatssekretärs für Wirtschaft, Handel und Landwirtschaft tätig. Danach war sie Prüferin im Prüfungsausschuss der Abteilung und Assistentin der Geschäftsführung des Wirtschaftsbüros.
Einen Großteil der zweiten Hälfte ihrer Karriere im Auswärtigen Dienst verbrachte sie in Afrika oder bei Einsätzen mit Bezug zu Afrika. Von 2005 bis 2007 war sie stellvertretende Missionsleiterin an der US-Botschaft Banjul in Gambia.
Danach war sie als Referentin für Karriereentwicklung tätig und nahm dann von 2010 bis 2012 Aufgaben im Büro für zentralafrikanische Angelegenheiten an. Danach wurde sie stellvertretende Missionsleiterin an der US-Botschaft in Accra (Ghana) eine Funktion, die sie nach drei Jahren aufgab.
Sie wurde am 8. Juni 2015 von Präsident Barack Obama nominiert und am 8. Oktober 2015 vom Senat bestätigt. Im November 2015 traf Alsup als designierter Botschafterin in Gambia ein.
Am 14. Dezember 2015 hielt Alsup in ihrer Residenz in Gambia eine Vereidigungszeremonie für mehr als dreißig neue Friedenskorps-Freiwillige ab. Die Hälfte der Freiwilligen war für die Arbeit an gemeindebasierten Gesundheitsprojekten vorgesehen, während die andere Hälfte mit den Bauern zusammenarbeiten sollte, um die lokalen landwirtschaftlichen Praktiken zu verbessern und die Nachhaltigkeit zu fördern. Seit der Eröffnung des Programms im Jahr 1967 haben Freiwillige des Friedenskorps in Gambia gedient, und seitdem haben über 1.745 Friedenskorps-Mitarbeiter in Gambia gearbeitet.
Alsup überreichte ihr Beglaubigungsschreiben am 11. Januar 2016 an Gambias Vizepräsidentin, Dr. Isatou Njie Saidy, im State House in Banjul. Bei ihrem Treffen mit Njie-Saidy sagte Alsup: „Ich hoffe aufrichtig, dass wir frei Informationen austauschen, offen zusammenarbeiten und unermüdlich zusammenarbeiten werden, um die Beziehungen zwischen unseren beiden großen Nationen zu verbessern und das Leben der warmherzigen und gastfreundlichen Bevölkerung Gambias weiter zu verbessern“. Am 18. September 2018 beendete sie ihren Aufenthalt und ihre Amtszeit als Botschafterin.